# Jan Skotarek
Jan Skotarek (ur. 1 czerwca 1883 w Wojnowicach, zm. 3 marca 1968 w Poznaniu) – podpułkownik saperów Wojska Polskiego, inżynier, architekt, powstaniec wielkopolski.

## Życiorys
Jan Skotarek pochodził z rodziny chłopskiej Tomasza i Józefy ze Śliwińskich. Jego braćmi byli Władysław (1894–1969) i Józef (1897–1968), lekarz medycyny, kapitan Wojska Polskiego, lekarz 1 paplot., odznaczony Krzyżem Niepodległości (9 listopada 1932), Krzyżem Walecznych za kampanię 1944–1945 i Wielkopolskim Krzyżem Powstańczym (9 stycznia 1960). 
W 1906 ukończył Gimnazjum Marii Magdaleny w Poznaniu. W Berlinie odbywał studia na politechnice uzyskując w 1911 dyplom inżyniera architekta. Pracował jako inżynier architekt w Brodnicy, Berlinie i Królewcu. W 1912 odbył służbę jednoroczną w armii niemieckiej (artyleria ciężka). Przed I wojną światową pracował we Wrocławiu, Opolu i Poznaniu.
W 1914 został powołany do armii niemieckiej, walcząc w niej na froncie zachodnim. W styczniu 1919 uczestniczył w powstaniu wielkopolskim będąc początkowo dowódcą baterii, a następnie na froncie południowym na stanowisku dowódcy batalionu. 13 kwietnia 1919 został oficjalnie przyjęty do Sił Zbrojnych Polskich w byłym zaborze pruskim z zatwierdzeniem posiadanego stopnia podporucznika byłej armii niemieckiej i jednoczesnym awansem na porucznika w artylerii. Tego samego dnia, kolejnym dekretem Komisariatu Naczelnej Rady Ludowej, został awansowany na kapitana ze starszeństwem z 1 lipca 1917 w artylerii. W listopadzie 1919 przeniesiono go do budownictwa wojskowego.
W latach 1920–1921 pełnił służbę w Dowództwie Okręgu Generalnego „Poznań” w Poznaniu. 15 lipca 1920 został zatwierdzony w stopniu majora z dniem 1 kwietnia 1920, w artylerii, w grupie oficerów byłej armii niemieckiej. 1 czerwca 1921 został przydzielony pod względem ewidencyjnym do 14 Dywizjonu Artylerii Ciężkiej. 3 maja 1922 został zweryfikowany w stopniu podpułkownika ze starszeństwem z 1 czerwca 1919 i 28. lokatą w korpusie oficerów inżynierii i saperów. W latach 1923–1924 był kierownikiem Rejonu Inżynierii i Saperów w Poznaniu. Był szefem służby budowlanej w Dowództwie Okręgu Korpusu Nr VIII w Toruniu, a następnie szefem 7 Okręgowego Szefostwa Budownictwa w Poznaniu, pozostając oficerem nadetatowym 7 Pułku Saperów. W marcu 1929 został zwolniony z zajmowanego stanowiska, pozostawiony bez przynależności służbowej i oddany do dyspozycji dowódcy Okręgu Korpusu Nr VII w Poznaniu, a z dniem 31 sierpnia tego roku przeniesiony w stan spoczynku.
W Poznaniu od 1929 do 1939 prowadził prywatne biuro inżynieryjno-architektoniczne. W latach 1930–1934 był radnym miejskim. Tamże został członkiem Zarządu Miejskiego w 1934 i pełnił obowiązki decernenta Ogrodów Miejskich do września 1939. Od 5 do 15 września 1939 pełnił funkcję komendanta Straży Obywatelskiej, która w mieście czuwała nad porządkiem i bezpieczeństwem. W marcu 1940 został wysiedlony do Mielca, gdzie pracował w przedsiębiorstwie drogowym. W kwietniu 1945 powrócił do Poznania i jako naczelnik nadzoru budowlanego pracował w Wydziale Budowlanym Zarządu Miejskiego. W 1948 został Kierownikiem technicznym odbudowy katedry poznańskiej. W 1956, po zakończeniu odbudowy, przeszedł na emeryturę.
Jan Skotarek 25 stycznia 1919 ożenił się z Zofią Koch (1883–1932). W 1927 małżonkowie adoptowali Helenę Tomczak (ur. 1925).
Zmarł 3 marca 1968 w Poznaniu. Został pochowany 6 marca 1968 na cmentarzu Junikowskim (pole 12-10-2).

## Ordery i odznaczenia[1]
- Złoty Krzyż Zasługi
- Medal Pamiątkowy za Wojnę 1918–1921
- Medal Dziesięciolecia Odzyskanej Niepodległości
- Brązowy Medal za Długoletnią Służbę